# Galegos (Penafiel)
Galegos es una freguesia portuguesa del concelho de Penafiel, con 3,52 km² de superficie y 2.532 habitantes (2001). Su densidad de población es de 719,3 hab/km².